# Sciurus olsoni
Sciurus olsoni is een fossiel zoogdier uit de familie van de eekhoorns (Sciuridae). De wetenschappelijke naam van de soort werd voor het eerst geldig gepubliceerd door Emry, Korth & Bell in 2005. Het holotype, tevens het enige specimen, is gevonden in Nevada in de Verenigde Staten.